# Myotis ater
Myotis ater је врста слепог миша из породице вечерњака (лат. Vespertilionidae).

## Распрострањење
Врста је присутна у Вијетнаму, Индонезији, Малезији, Тајланду и Филипинима.

## Станиште
Врста Myotis ater има станиште на копну.

## Угроженост
Ова врста није угрожена, и наведена је као последња брига јер има широко распрострањење.

### Популациони тренд
Популација ове врсте је стабилна, судећи по доступним подацима.